# Johann Anton Deschan von Hansen
Johann Anton Deschan von Hansen, Namensvarianten: Johann Anton De-Jean, Johann Anton De-Schan, Johann Anton De Schann, Johann Anton Dejean, Johann Anton Jean (* 1686 in Montcassel, Lothringen; † 3. März 1760 Pressburg) war Administrationsrat der Landesadministration der Kron- und Kammerdomäne Temescher Banat, Leiter des Banater Bergwesens und der Banater Sanitätskommission während der Pestzeit 1738/39, ungarischer Hofkammerrat und Direktor des Salzwesens im Königreich Ungarn.

## Leben und Wirken
Deschan trat 1704 in den kaiserlichen Militärdienst, den er 1718 beendete. Anschließend absolvierte er das Studium der Rechtswissenschaften in Straßburg und Mannheim. 1716 nahm er als Rittmeister an der Belagerung von Temeswar und 1717 an der von Belgrad teil.
Deschan trat 1718 in den Dienst der kaiserlichen Administration in Temeswar. 1720 war er als Oberdreißiger und anschließend als Salzeinnehmer tätig. 1724 trat er die Stelle des interimistischen Administrationsrats der Temeswarer Verwaltung an. Im Januar 1726 übernahm er das Amt des Kameral- und Bergwerk Oberinspektors des Banater Bergwesens und wurde 1727 dessen Leiter. Am 3. Februar 1728 wurde Deschan vom Kaiser in den erbländischen Adelsstand erhoben und bekam das Prädikat „von Hansen“. Ab 1733 war er wirklicher Banater Administrationsrat und leitete das Banater Rechnungswesen. 1735 ließ er das heute unter Denkmalschutz stehende Deschan-Palais in Temeswar bauen.
Deschan wurde 1737 zum Oberinspektor von Pressburg ernannt, blieb jedoch noch bis 1739 im Banat als Leiter der Sanitätskommission während der Pestzeit 1738/39. 1740 stiftete er die Pestsäule auf dem Temeswarer Domplatz. 1739 ging er nach Szeged und dann nach Pressburg, wo er 1745 ungarischer Hofkammerrat und ab 1751 Direktor des Salzwesens in Ungarn wurde.